# Atomska, molekulska in optična fizika
Atómska in molékulska fízika je veja fizike, ki preučuje zgradbo atomov in molekul, njihovo elektronsko ovojnico, energijske nivoje, spektre in druge lastnosti atomov in molekul.
Atomska fizika ni sopomenka za jedrsko fiziko, čeprav se v javnosti ta pridevnika občasno zamenjujeta. Atomska fizika se ne ukvarja s procesi v atomskem jedru, ki jih preučuje jedrska fizika, čeprav včasih lastnosti jedra (npr. hiperfina struktura) pomembno vplivajo na lastnosti atoma.
Začetki atomske fizike so zaznamovani z odkritjem in natančnim preučevanjem spektralnih črt. To so ostro določene črte v spektru segretih plinov ali par, v katerih prosti atomi oddajajo svetlobo s točno določeno valovno dolžino. V trdninah ali kapljevinah so atomi bližje skupaj, zato vplivajo drug na drugega, kar privede do zveznega spektra.
Preučevanje spektralnih črt je pripeljalo do Bohrovega modela atoma in nadalje do današnjega razumevanja elektronske ovojnice atoma, kot jo podaja orbitalni model atoma, ki je osnova vsega razumevanja kemije. Ti rezultati so zahtevali več kot sto let raziskav, ki so na koncu postavile kemijo na trdne temelje, obenem pa obrodile številne druge uporabne rezultate.

## Vidni atomski fiziki
Predkvantna mehanika
- John Dalton
- Joseph von Fraunhofer
- Johannes Rydberg
- Joseph John Thomson

Pokvantna mehanika
- Alexander Dalgarno
- David Bates
- Niels Bohr
- Max Born
- Clinton Joseph Davisson
- Enrico Fermi
- Charlotte Froese Fischer
- Vladimir Aleksandrovič Fok
- Douglas Rayner Hartree
- Ernest M. Henley
- Ratko Janev
- Harrie Stewart Wilson Massey
- Nevill Francis Mott
- Michael John Seaton
- John Clarke Slater
- George Paget Thomson